# Maria Ortiz
Maria Ortiz  (Vitória, 1603 — Vitória, 1646)  é considerada uma heroína brasileira. Era uma jovem de origem espanhola que vivia na colônia portuguesa da capitania do Espírito Santo.
Apesar de sua importância na história e cultura capixaba, existem controvérsias sobre sua existência.

## Antecedentes
Acredita-se que Juan Orty Y Ortiz e Carolina Darico chegaram à capitania do Espírito Santo, no Brasil, em 1601, numa das imigrações promovidas por Felipe II, rei da Espanha, que, à época da União Ibérica, era também rei de Portugal. A filha do casal espanhol, Maria Ortiz (ou Urtiz), nasceu, dois anos depois, em 14 de setembro de 1603, na vila de Nossa Senhora da Vitória (atual Vitória). A família residia na parte mais estreita da ladeira do Pelourinho (atual Escadaria Maria Ortiz), que era a via de comunicação entre as partes baixa e alta da Vila, num sobrado branco, no qual no térreo seu pai negociava com vinho e mantinha uma taberna.
Durante a União Ibérica as colônias portuguesas passaram a ser alvo de ataques neerlandeses que se iniciara em Salvador, em 1624. Assim, o capitão holandês Piet Pietersz Heyn aportou em frente à Vitória, em março de 1625, aguardando o momento propício para o desembarque. A vila começou a se preparar para resistir ao invasor com as poucas forças que tinha. O ataque decisivo foi no dia 14 de março, através da rampa de acesso à parte alta da Vila, que era a Ladeira do Pelourinho.
Maria Ortiz contava com 21 anos de idade. Na manhã do ataque, o pai de Maria, ao sair de casa e fechar a taberna para participar, como escrivão da câmara, de uma reunião de guerra convocada às pressas, recomendara cuidado à mulher e à filha. Finalmente, os invasores, após chegarem à terra, em frente à Ladeira do Pelourinho, e afugentarem a pouca resistência encontrada, lançam-se morro acima, buscando atingir o paço municipal, onde se encontravam os defensores e o seu armamento bélico, para se apossar da vila, e se estabelecer por lá.
Mas, ao atingirem pouco mais da metade da empreitada, num local onde a ladeira se afunilava, justamente em frente ao sobrado de Maria Ortiz, foram surpreendidos pelos ataques da jovem, que lhes jogava água fervendo, enquanto empolgava os vizinhos a lhes jogarem paus e pedras de suas janelas. Ao mesmo tempo, Maria Ortiz, aos gritos, incitava os que se encontravam na parte alta ao prosseguimento da luta. Enquanto açulava os soldados e os populares, com um tição à mão, pôs fogo à peça de artilharia que estava próxima à sua casa, disparando contra os invasores. Os holandeses, pegos de surpresa e feridos, tiveram que retroceder, descendo a ladeira, enquanto os defensores, assim encorajados, foram-lhes ao encalço.
Poucos foram os holandeses que chegaram ao navio sem nenhum tipo de ferimento, sendo que 38 deles foram mortos. A ação surpreendente deu tempo ao donatário da Capitania do Espírito Santo, Francisco de Aguiar Coutinho, de fortalecer as defesas da vila, organizando militares e civis para um novo confronto. Porém, os invasores derrotados, humilhados e desanimados, zarparam quase de pronto, encaminhando-se à Bahia.

A ação daquela jovem corajosa fora tão decisiva que o donatário da Capitania a teria destacado em carta-relatório enviada, em junho de 1625, ao Governador Geral do Brasil, Diogo Luis de Oliveira: 
Na repulsa dos invasores audaciosos é de justiça destacar a atitude de uma jovem moça que, astuciosamente, retardou o acesso dos invasores à parte alta da vila, por eles visada, permitindo assim, que organizássemos com os homens e elementos de que dispúnhamos, a defesa da sede. Essa jovem se tornou para todos nós um exemplo vivo de decisão, coragem e amor à terra. A ela devemos esse valioso serviço, sem o qual a nossa tarefa seria muito mais difícil e penosa. O seu entusiasmo decidido fez vibrar o dos próprios soldados, paisanos e populares na defesa e perseguição do invasor audaz e traiçoeiro
Enfim, expulsos os invasores do Espírito Santo, seguiram-se as comemorações da vitória. No senado da câmara, numa sessão solene, em meio a discursos e aclamações dirigidas ao rei Felipe II e à Fé Católica, Maria Ortiz foi agraciada, por seu gesto heróico, com uma coroa de margaridas amarelas, posta sobre sua cabeça por seu pai, o escrivão Juan Orty y Ortiz.
Pouco mais se sabe da vida de Maria Ortiz. Segundo Eurípedes Queiróz do Valle, a heroína veio a falecer em Vitória a 25 de maio de 1646, antes de completar 43 anos de idade. Em 1889, por influência do escritor Peçanha Póvoa, mudou-se o nome da Ladeira do Pelourinho para Ladeira Maria Ortiz. Mais tarde a ladeira virou uma escadaria e conservou o mesmo nome da heroína capixaba. Ainda hoje a escadaria Maria Ortiz é a principal ligação entre a parte baixa da cidade e a parte alta. Maria Ortiz também ganhou nome de escola e, nos anos de 1970, numa faixa de terra desocupada próxima ao manguezal, a história da heroína é perpetuada, mais uma vez, com o surgimento de um bairro, em Vitória, que também levou seu nome e que, hoje, é uma região residencial com mais de 11 500 moradores.

## Controvérsias
A maior parte dos fatos que estão registrados na tradição de Maria Ortiz vêm do relato do pesquisador Eurípedes Queiróz do Valle, que teria encontrado um documento que apresentaria em detalhes a história de Maria Ortiz e os acontecimentos da invasão holandesa de 1625. Entretanto, Eurípedes foi o único a ver tal documento, que nunca foi divulgado por completo, nem fotografado nem microfilmado. Não há outro documento histórico, do século XVII ou posterior, a mencionar o nome de Maria Ortiz, o que sugere que ela provavelmente nunca existiu.
Uma das controvérsias está ligada ao fato de que Eurípedes Queiróz do Valle afirmar que o capitão donatário do Espírito Santo, Francisco de Aguiar Coutinho, teria enviado ainda em 1625 uma carta narrando os feitos de Maria Ortiz para o Governador Geral do Brasil, Diogo Luís de Oliveira. Entretanto, Diogo de Oliveira estava em Portugal em 1625 e só assumiu o cargo de governador geral no ano seguinte, 1626. Isso parece indicar que a mencionada carta é, na verdade, falsa.

Segundo pesquisas históricas mais recentes, o primeiro autor a mencionar o nome de Maria Ortiz foi José Marcellino Pereira de Vasconcellos, que em 1858 lançou o livro Ensaio sobre a História e Estatística da Província do Espírito Santo. Ali, ele escreveu:
Refere Brito Freire, que no segundo dia, em que os hollandezes accommetterão a villa com maior intrepidez, experimentarião de certo melhor fortuna, si uma animosa mulher, posta á janella de uma casa aguardando a passagem do chefe, não derramasse sobre este uma caldeira d’agua fervente, que o fez retroceder, e desanimar a sua gente, declarando-se a victoria pelos habitantes com perda de 38 dos contrarios, que forão mortos, e 44 feridos. Chamava-se esta mulher Maria Urtiz.
Foi apenas após esta publicação que o nome de Maria Ortiz se popularizou, aparecendo em outras obras de pesquisadores e historiadores capixabas, como Misael Penna (1878) e Basílio Daemon (1879), tornando-a protagonista da vitória contra os holandeses em 1625.

## Fatos Históricos
O que os documentos históricos mostram é que houve sim uma tentativa de invasão holandesa em Vitória em 1625. Entretanto, os primeiros documentos a falar sobre esta luta sequer mencionam a participação de uma mulher.

Em 1626, o padre Antônio Vieira escreveu a Annua ou Annaes da Provincia do Brazil dos dous anos de 1624, e de 1625. Nesta fonte portuguesa, está escrito que:
por entre o fumo, e perturbação’ dos tiros, apparelhárao’ sete lanchas com o melhor dos Soldados, e ainda Marinheiros: os quaes saindo das Náos, e saltando livremente em Terra, começárao’ a marchar para a estancia do Cappitao’ Francisco de Aguiar Coitinho, que tambem o erá da Villa, e Senhor della. Estava aqui huma roqueira (que nao’ havia outra na Terra), e tanto que foi vista dos Inimigos, para evitarem o perigo, desfizerao’ as fileiras, e arrimando-se todos ás paredes, continuárao’ a entrada. Vendo isto o animozo Cappitaõ, manda pôr fogo á roqueira (o que nao’ foi debalde), e logo successivamente salta fóra das trincheiras, com alguns poucos, que o seguirão’ ; conjecturárao’ os Hollandezes, q. tanto ânimo vinha confiado em maior podêr de Gente ; e sem fazer rosto derao’ as costas, e largárao’ as Armas.
Já do lado holandês, a primeira obra a mencionar a tentativa de invasão é a Historia ou Annaes dos feitos da Companhia Privilegiada das Indias Occidentaes desde o seu começo até ao fim do anno de 1636, de Johannes de Laet, publicada em 1644. Ali, o autor escreve:
Mettida a gente nos bateis, largaram estes para a náo almirante, donde seguiram todos os nossos juntos para terra, e aqui se puzeram em ordem de batalha. Mas, como havia pouco espaço para arrumar toda a gente, o almirante avançou um pouco com oito ou dez fileiras. Os habitantes desta praça, informados da chegada dos nossos, se haviam apercebido para resistir, e assestaram um morteiro de bronze contra o caminho, que os nossos tinham de enfiar, e deram-lhe fogo, tanto que nos poderam alcançar. Vendo isso, salta o almirante para o lado, amparando-se atrás de uma casa, e apenas soa o tiro, apresenta-se de novamente, animando a sua gente a dar bravamente sobre o inimigo; mas, pois os officiaes e particularmente os capitães ainda não estavam na frente, nem as fileiras se achavam dispostas, segundo a ordem determinada, estando quase todos os marinheiros adiante, já estes não atendiam ás vozes, e entraram a cuidar de si, receiosos da artilheria. O almirante trabalhou com eles que avançassem, mas embalde, que o medo lhes ia lavrando pelos peitos. Voltaram costas em grande confusão, e recolheram-se aos navios com perda de oito homens, e outros tantos feridos. Na fugida alguns lançaram de si as armas.
A primeira vez em que é mencionada a participação de uma mulher neste evento é em outra obra que narra os acontecimentos da guerra entre portugueses e holandeses. Essa obra é a Nova Lusitânia, História da Guerra Brasílica, lançada por Francisco de Britto Freire em 1675, 50 anos após a luta em Vitória. Apesar disso, seu livro é bastante detalhado sobre a guerra e é considerada uma das principais obras sobre o tema. Segundo Britto Freire,
tornando em o dia seguinte, a experimentar no segundo combate, o primeiro successo, huma molher Portuguesa, escolheu ao Perez [o Almirante holandês Piet Pietersz Heyn] por singularidade na differença do trajo, & lugar da pessoa, para lançarlhe do alto da casa, hum tacho de agoa fervendo sobre a cabeça. Não o pode molestar braço algum varonil, & molestou-o aquela mão feminina.
Anos depois, a mesma coisa é narrada em outra obra, a Istoria delle guerre del regno del Brasil, que o padre carmelita português João José de Santa Teresa publicou em italiano em Roma no ano de 1698. O texto diz:
Daí indignado o Petrid [Piet Heyn] da fortuna, e enrubescendo nitidamente com a brincadeira ali feita pela mão de uma portuguesa, que subiu acima do muro e lançou sobre ele um caldeirão de água pegajosa, que com gargalhadas dos sitiados, e da mesma forma, o molestou ao extremo; ele se retirou imediatamente o exército e fez a viagem para a Holanda. [Traduzido do italiano original]
Assim, ambas as obras parecem utilizar o acontecimento - uma armada holandesa a ser derrotada por uma mulher portuguesa a jogar água quente ou pegajosa do alto do muro de sua casa - para humilhar o almirante e a tentativa holandesa, o que não significa que tudo de fato não aconteceu.  Porém, aqui também destaca-se o fato de que a mulher é tida como portuguesa e seu nome não é mencionado, dando a entender que toda a tradição de Maria Ortiz e sua história foram inventadas posteriormente, e provavelmente não são verdade.

## Homenagens
- Dá nome a um dos bairros de Vitória.
- Dá nome a uma escadaria no centro de Vitória
- Dá nome a uma escola no centro de Vitória, cujo edifício é tombado como patrimônio histórico[10]